# Jo van Gastel
Johannes Jacobus "Jo" van Gastel (Tilburg, Brabant del Nord, 5 de gener de 1887 - Tilburg, 5 de març de 1959) va ser un tirador amb arc neerlandès que va competir a començaments del segle xx. Era fill del també arquer Johannes van Gastel, que va prendre part en els Jocs Olímpics de 1900.
El 1920 va prendre part en els Jocs Olímpics d'Anvers, on va disputar una prova del programa de tir, el tir a l'ocell mòbil, 28 m. per equips, en què guanyà la medalla d'or.